# Vilademuls
Vilademuls és un municipi empordanès adscrit a la comarca del Pla de l'Estany.
Aquest municipi va ser conformat a la primera part del Segle XIX per pobles de la Baronia de Vilademuls: Vilademuls, Galliners, Ollers, Parets d'Empordà, Sant Marçal de Quarentella, Terradelles, Vilademí i Vilamarí. El 1846 s'hi van unir també Sant Esteve de Guialbes (amb Olives), Vilafreser i el Vilar, que no havien pertangut a la baronia esmentada.
Vilademí va ser transferit a Fontcoberta temporalment, la segona meitat de 1938 fins al final de la Guerra Civil.

## Geografia
- Llista de topònims de Vilademuls (Orografia: muntanyes, serres, collades, indrets..; hidrografia: rius, fonts...; edificis: cases, masies, esglésies, etc).

| Entitat de població        | Habitants (2023) |
| Sant Esteve de Guialbes    | 143              |
| Vilamarí                   | 107              |
| Orfes                      | 104              |
| Vilafreser                 | 103              |
| Galliners                  | 99               |
| Terradelles                | 98               |
| Ollers                     | 61               |
| Vilademuls                 | 52               |
| Parets d'Empordà           | 38               |
| Vilademí                   | 21               |
| Olives                     | 17               |
| Sant Marçal de Quarantella | 1                |
| Font: Idescat              |                  |

## Demografia
| 1497 | 1515 | 1553 | 1787  | 1887  | 1900  | 1920  | 1950  | 1970  | 2010 | 2024 |
| 134  | 122  | 166  | 1.176 | 2.132 | 1.921 | 2.009 | 1.731 | 1.269 | 766  | 866  |

## Història
D'acord amb Botet i Sisó, Vilademuls va ser una baronia a la l'edat mitjana, bressol de la família del mateix nom. Maria de Vilademuls i Roca va ser una comtessa d'Empúries. Més endavant la família es va extingir i la baronia va passar als vescomtes de Rocabertí, i després al Comtat de Peralada.
El districte electoral de Vilademuls, un cas clar de gerrymandering, va ser una circumscripció electoral del Congrés dels Diputats utilitzada en les eleccions generals espanyoles entre 1871 i 1923. Es tractava d'un districte uninominal, ja que només era representat per un sol diputat.

## Llocs d'interès
- Museu Rural de Vilademuls.[4]
- Escola de Vilademuls, edifici noucentista.
- Sant Joan Baptista de Vilademuls, església romànica.
- Castell de Vilademuls, desaparegut, dins de les muralles del poble.

## Fills i filles il·lustres de Vilademuls
- Fernando Viader i Gustà (1916 - 2006)
- Guillem Bernat de Perles (segle xiv) procurador dels bisbes de Girona, autor del Llibre verd dels feus

## Galeria

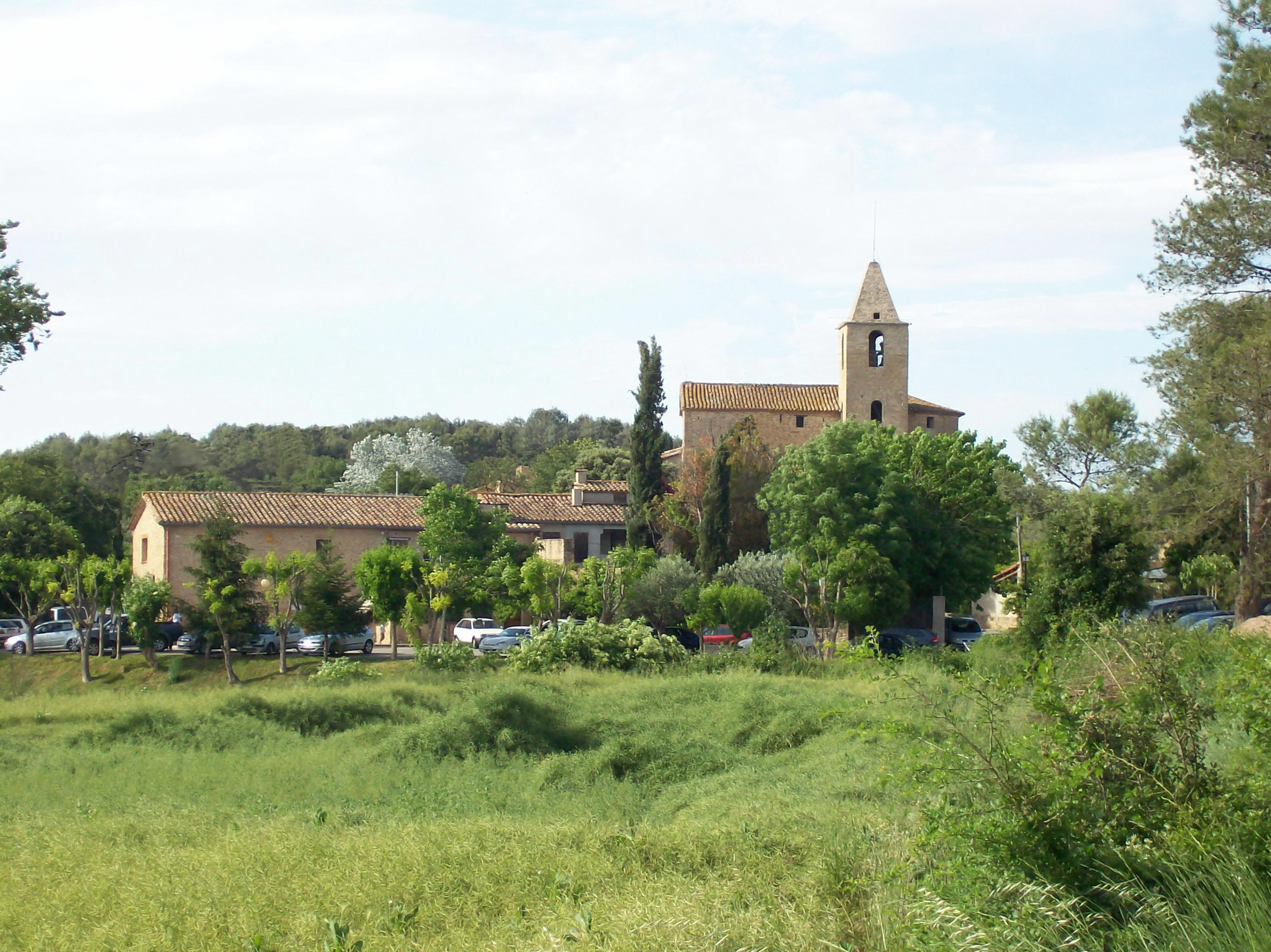
Poble de Vilamarí
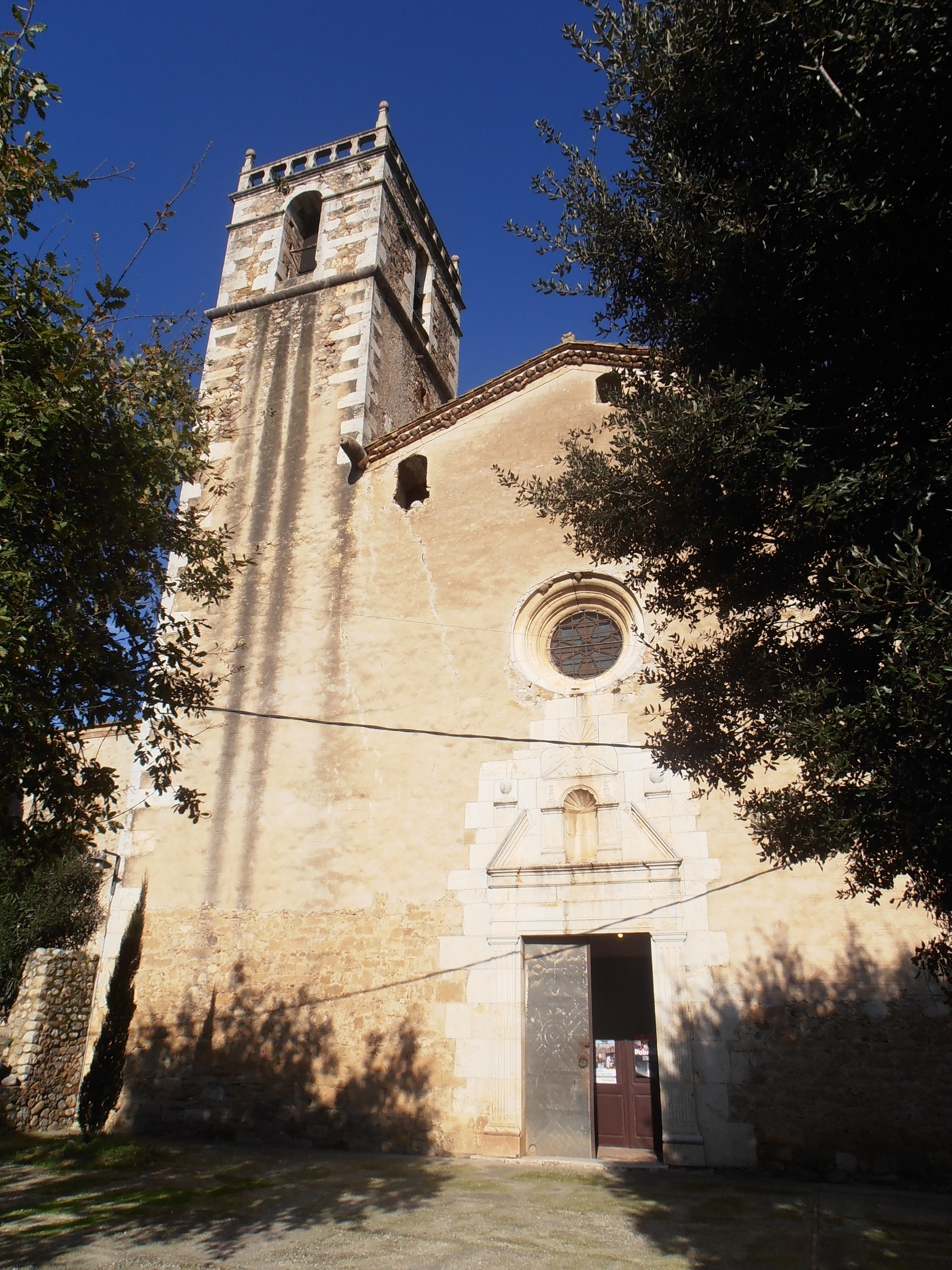
Santa Maria d'Orfes
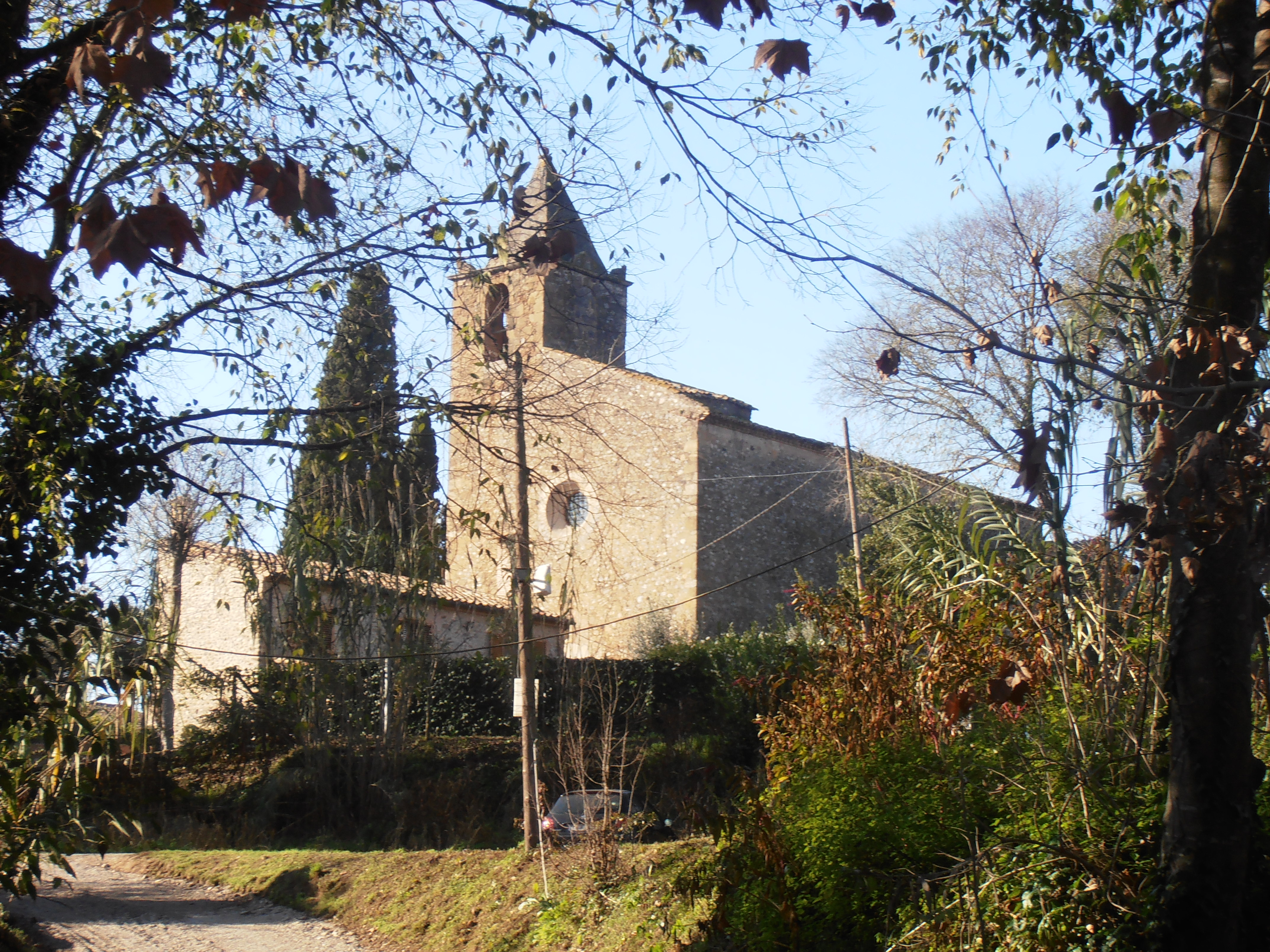
Parets d'Empordà
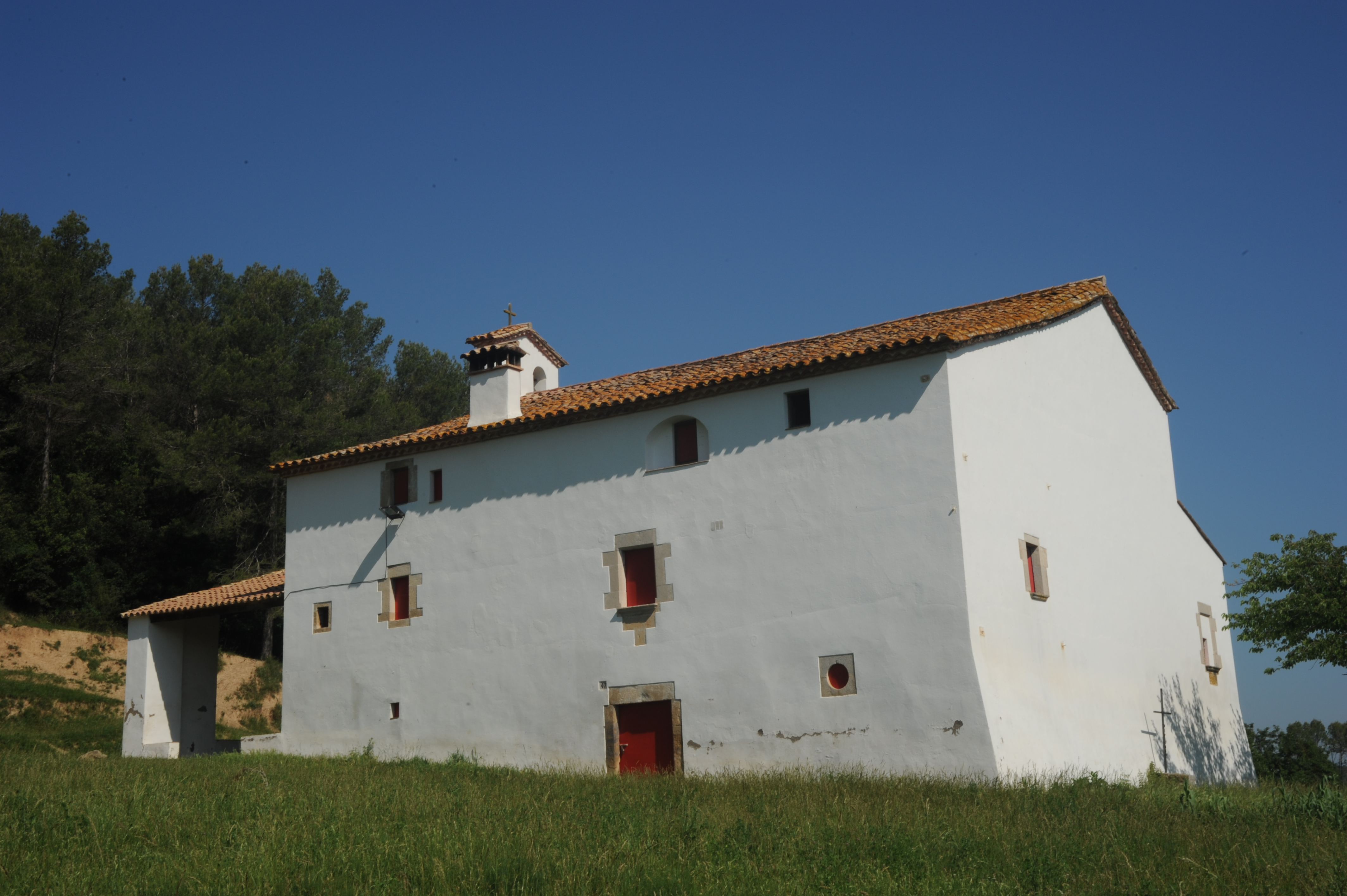
Ermita de Sant Mer
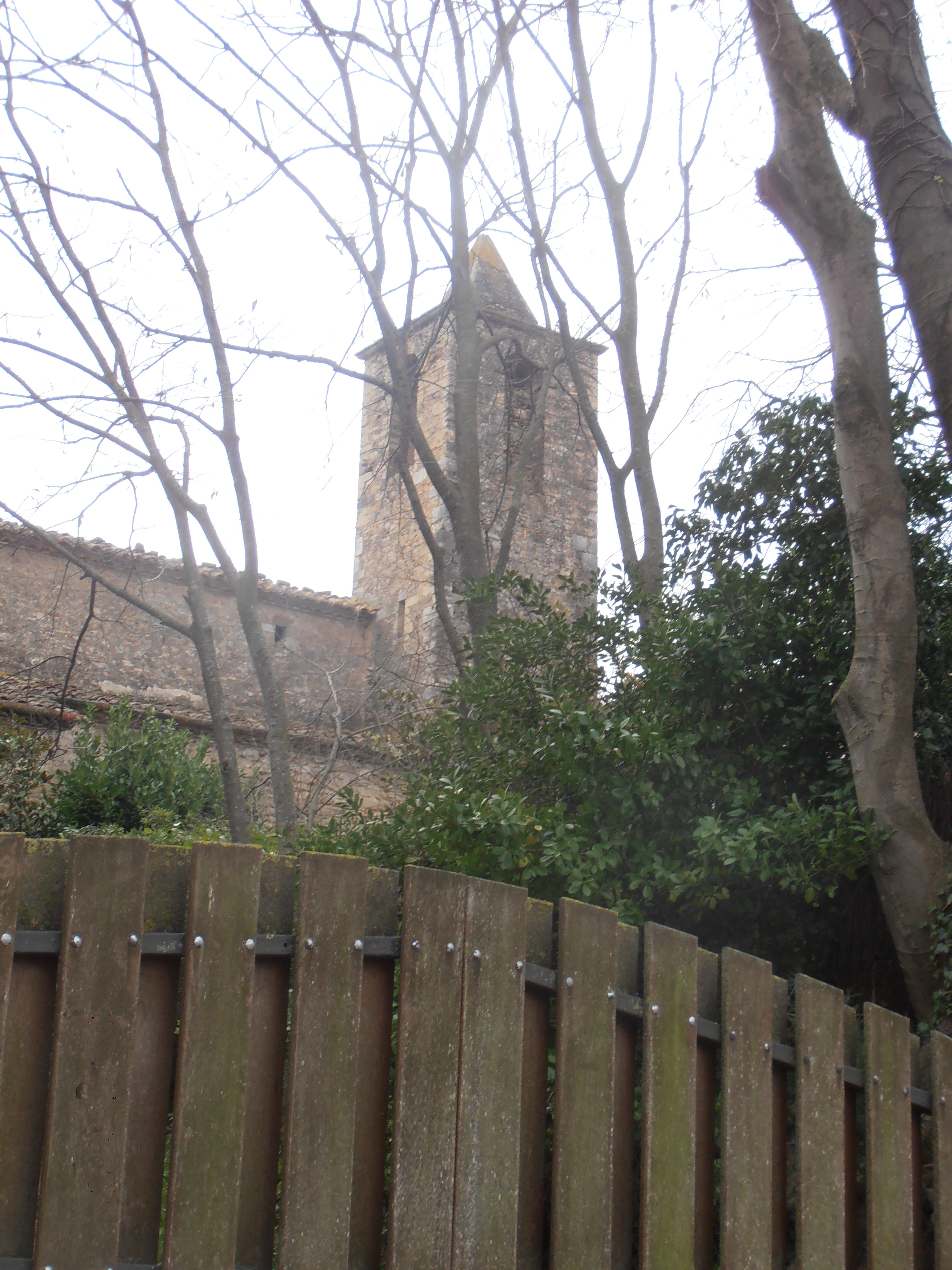
Església de Santa Maria al poblet de les Olives
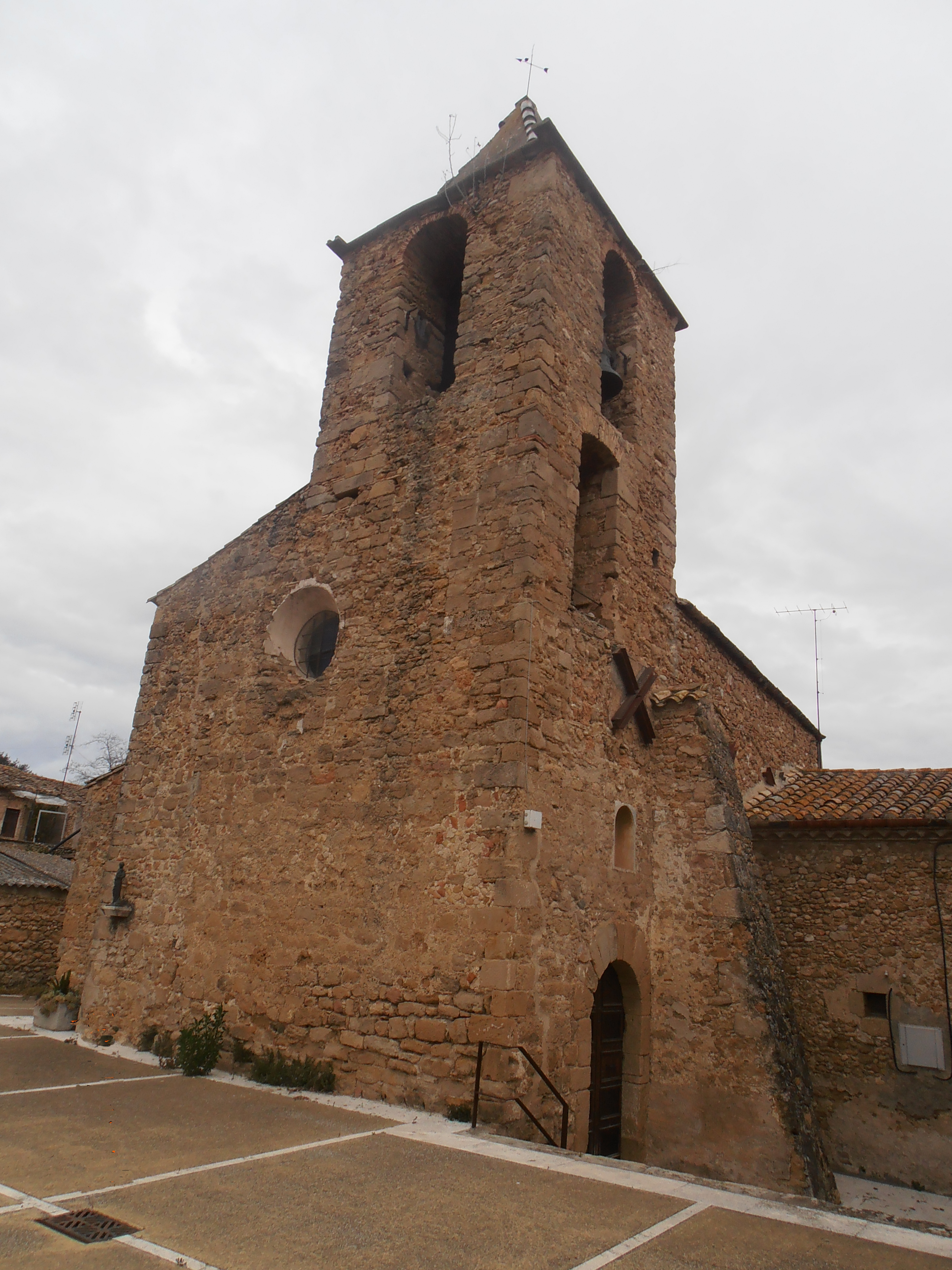
Església de Sant Martí de Tours a Terradelles
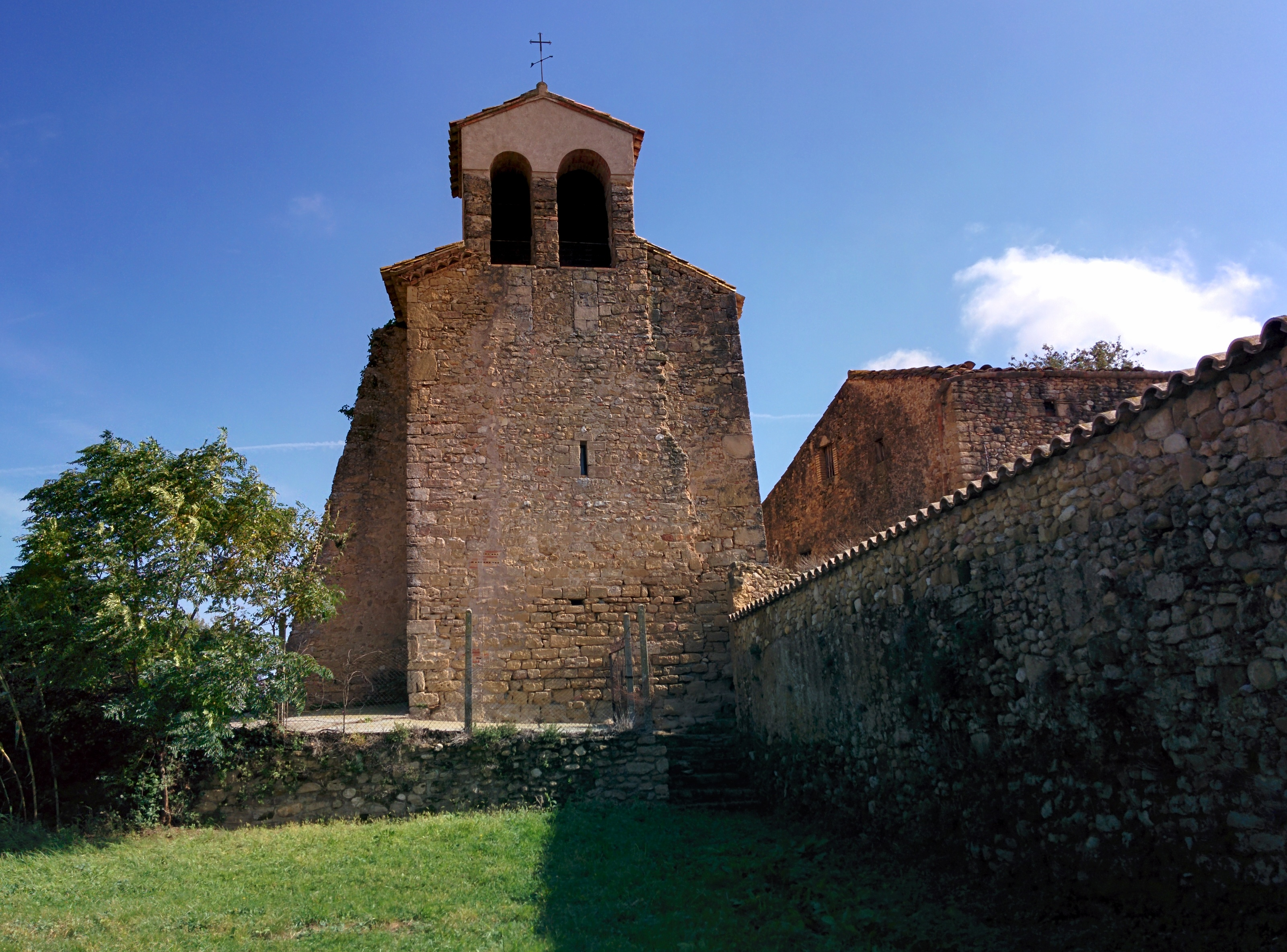
Església de Sant Marçal de la Quarantella